# 珍妮·斯蕾特
珍妮·斯蕾特（英語：Jenny Slate，1982年3月25日—）是一位美國女演員、喜劇演員、配音員兼作家。第一次出演的電影是《鼠來寶3》她曾在電影《只是個孩子》中扮演角色唐娜·斯特恩（Donna Stern），以及和其前夫迪恩·弗雷斯徹-坎普（Dean Fleischer-Camp）共同寫作動畫短片及童書系列《迷你網紅實貝秀》。此外，她也是《週六夜現場》第35季（2009至2010年）的演出成員之一，並曾於《謊言堂》、《已婚》、《公園與遊憩》、《開心漢堡店》、《阿宅出擊》、《克羅爾秀》、《爱宠大机密》、《動物方城市》、《神偷奶爸3》、《穿着鞋子的贝壳马塞尔》、《爱情，到此为止》等電視及電影中參與配音或演出。

## 早年生活及教育
斯蕾特在1982年3月25日出生於美國麻薩諸塞州的米爾頓，其全名為珍妮·莎拉·斯蕾特（Jenny Sarah Slate）；其生父為生於1950年的詩人及作家榮恩·斯蕾特（Ron Slate）、生母則是一名陶藝家。她在三名孩子中排行第二，並各有一名姐姐和妹妹；她的父母都是猶太人。她的其中一位祖母生於古巴並於法國長大，其家族是來自俄羅斯及土耳其。
斯蕾特以畢業生代表的身分自米爾頓高中畢業後，即前往哥倫比亞大學主修文學；她就讀大學的期間曾協助成立一個名叫「Fruit Paunch」的即興劇團，並曾在該校歷史最悠久的表演藝術劇團（Varsity Show）中參與演出。她後來於2004年自哥倫比亞大學畢業。
2016年9月，她開始與克里斯·伊凡交往，但雙方在2017年2月分手。

## 外部連結
- 珍妮·斯蕾特在互联网电影资料库（IMDb）上的資料（英文）
- Jenny Slate的X（前Twitter）
- 珍妮·斯蕾特的Instagram帳戶
- Gabe and Jenny （页面存档备份，存于） on Myspace
- Vimeo上的Gabe and Jenny